# Isaac Penington
Isaac Penington (1616 - 8 oktober 1679) behoorde tot de vroegste aanhangers van de door George Fox gestichte beweging van de quakers.
Penington was de oudste zoon van de Puritein Isaac Penington, die burgemeester was van Londen en deel uitmaakte van de regering van Oliver Cromwell.
Penington trouwde de jonge weduwe Mary Springett, die haar man had verloren bij het beleg van Arundel, en ze hadden vijf kinderen. Zijn stiefdochter Gulielma Springett trouwde met William Penn. Rond 1657, nadat hij George Fox had horen spreken, sloot het echtpaar zich aan bij de quakers.
Vanaf 1661 bracht Penington, zoals vele quakers, vanwege zijn geloof en de daarmee gepaard gaande opvattingen een aantal perioden door in de gevangenis. Enkele malen was de aanklacht dat hij had geweigerd een eed af te leggen, wat de quakers uit principe niet deden. Ook werd hij veroordeeld vanwege het bijwonen van een bijeenkomst van quakers, wat bij wet van 1664 verboden was. 
Penington schreef veel en breedvoerig over de quaker-beweging. Zijn volledig werk werd voor het eerst uitgegeven in 1681. Zijn vrouw schreef een verslag over de perioden die hij in de gevangenis 
doorbracht. Zij stierf in 1682.